# Dozulé
Dozulé är en kommun i departementet Calvados i regionen Normandie i norra Frankrike. Kommunen ligger i kantonen Dozulé som ligger i arrondissementet Lisieux. År 2022 hade Dozulé 2 279 invånare.

## Befolkningsutveckling
Antalet invånare i kommunen Dozulé
Referens: INSEE